# Alfa hidroksi kislina
Alfa hidroksi kisline ali α-hidroksi kisline (AHA) so skupina karboksilnih kislin s hidroksi skupino, ki se nahaja en ogljikov atom stran od karboksilne skupine. Ta strukturni vidik jih razlikuje od beta hidroksi kislin, kjer so funkcionalne skupine ločene z dvema atomoma ogljika. Pomembne alfa hidroksi kisline so: glikolna, mlečna, mandelična in citronska kislina .